# Антонюк, Андрей Данилович
Андрей Данилович Антоню́к (15 октября 1943, Первома́йск, Одесская область — 16 апреля 2013, Николаев) — советский и украинский художник-живописец. Народный художник Украины (2007).

## Биография
Родился 15 октября 1943 года в оккупированном фашистами Первомайске Николаевской области.
В 1962 году окончил Одесское художественное училище имени М. Б. Грекова.
В 1965—1971 годах работал в Одессе в Художественном фонде. В 1971 году, по настоянию первого секретаря Николаевского обкома партии, переехал в Николаев. Участник областных, республиканских и всесоюзных выставок с 1966 года. Член СХУ (1970). Персональные выставки прошли в Киеве (2005, 2006), Николаеве (1987, 2007), Мюнхене, Женеве, Лондоне, Париже и других городах Европы.
Скончался 16 апреля 2013 года.

## Творчество
Творчеству Антонюка присуще влияние наивного народного искусства, символика экспрессионизма и эстетика модерна. В его творчестве преобладают народные мотивы, художественное осмысление исторического прошлого украинского народа, его нравственные искания.
Выделялось его творчество и на фоне советских художников. Андрей Антонюк писал свою, сказочную, мифологическую реальность. Искусствоведы считают, что большое влияние на творчество Андрея Антонюка оказало знакомство с народным художником Украины Федором Манайло, который был художником-консультантом на съемочной площадке фильма «Тени забытых предков». Может, поэтому на картинах Антонюка так много мавок, лесных созданий и мифических существ.
Произведения хранятся в ведущих музеях Украины, ГТГ в Москве, Мадридской галерее.

### Произведения
- «Моя земля» (триптих, 1961);
- «Карпатский мотив» (1966);
- «Родная земля» (1969);
- «Окно» (1970);
- «Весна» (1974);
- «Моя Венеция» (1980);
- «Победа» (1980);
- «На Буге» (1987);
- «На Голгофу. Экология» (1987);
- «Хоралы Максима Березовского» (1988);
- «Придите и поклонитесь» (1992).

## Награды
- 1989 — Заслуженный художник Украинской ССР;
- 1993 — премия имени В. С. Стуса;
- 1994 — Государственная премия Украины имени Тараса Шевченко;
- 1996 — Почётный гражданин Николаева (Николаев);
- 1997 — премия «Золотой трезуб»;
- 1998 — Горожанин года в номинации «Культура и искусство» (Николаев);
- 2000 — Серебряная медаль Национальной академии искусств Украины;
- 2001 — победитель областного конкурса «Наші здобутки», в номинации «За достижения в развитии профессионального искусства»;
- 2002 — Золотая медаль Национальной академии искусств Украины;
- 2006 — Человек года (Николаев);
- 2007 — Народный художник Украины.